# تینو لیورامنتو
تینو لیورامنتو (انگلیسی: Tino Livramento؛ زادهٔ ۱۲ نوامبر ۲۰۰۲) بازیکن فوتبال اهل انگلستان است که برای باشگاه نیوکاسل بازی می‌کند.
وی همچنین در تیم‌های ملی فوتبال زیر ۱۶ سال انگلستان، زیر ۱۶ سال انگلستان، زیر ۱۷ سال انگلستان، زیر ۱۸ سال انگلستان، زیر ۱۹ سال انگلستان، و زیر ۲۱ سال انگلستان بازی کرده‌است.

## زندگی شخصی
لیورامنتو از رده‌های جوانان تا زیر ۲۱ سال به نمایندگی از انگلیس در رقابت‌های ملی حضور دارد، اما او واجد شرایط بازی در تیم‌های ملی اسکاتلند و پرتغال نیز هست، زیرا مادرش اسکاتلندی و پدرش پرتغالی است.

## دوران ملی
در ۲۷ اوت ۲۰۲۱، لیورامنتو اولین دعوت خود را برای حضور در تیم ملی فوتبال زیر ۲۱ سال انگلستان دریافت کرد. در ۷ سپتامبر ۲۰۲۱، او اولین بازی خود برای تیم زیر ۲۱ سال انگلیس را در جریان پیروزی ۲–۰ جام ملت‌های اروپا زیر ۲۱ سال ۲۰۲۳ مقابل تیم ملی فوتبال زیر ۲۱ سال کوزوو در ورزشگاه ام‌کی انجام داد.